# Ramon Gual i Casals
Ramon Gual i Casals (Mataró, 1936) i resident a Codalet (Conflent) és un professor de català vinculat al moviment catalanista de la Catalunya del Nord, principalment a la Universitat Catalana d'Estiu.
Fill de Julià Gual i Masoller i de Rita Casals, refugiats tots dos a la Catalunya Nord després d'acabada la Guerra Civil espanyola, Ramon Gual s'ha dedicat principalment a l'ensenyament del català, activitat que ha desenvolupat a Prada.
El 1965, a Illa va fundar Terra Nostra, una revista escolar, convertida posteriorment en publicació trimestral dedicada a tractar sobre temes de la Catalunya Nord; Terra Nostra també és el nom de l'editorial que va crear. Ramon Gual és un important i destacat col·laborador de la Universitat Catalana d'Estiu, que cada any obre les portes a l'agost a Prada.
El 1987, fou premiat per la Fundació Lluís Carulla amb el premi d'actuació cívica.